# After Forever (песня)
«After Forever» (рус. Спустя вечность) — песня британской рок-группы Black Sabbath c их третьего студийного альбома Master of Reality 1971 года. В том же году она была выпущена синглом и не попала в хит-парады. Изначально авторство песни принадлежало Айомми, однако в заметках к сборнику 2004 году Black Box авторские права на песню (а так же на композиции «Orchid» и «Embryo») были распространены на всех участников группы. Некоторые слушатели нашли в песне сатанинскую направленность (хотя группа это последовательно отрицала) из-за мрачного звука и текста. «…также расстроила и «After Forever», благодаря ироничному вопросу Гизера «вы бы хотели увидеть Папу на конце верёвки?» (англ. would you like to see Pope on the end of a rope)», — писал Айомми.
Лестер Бэнгс, критик журнала Rolling Stone раскритиковал христианские мотивы песни, а издание Wilson & Alroy's Record Reviews's назвало музыку песни «грубой, но эффектной»

## Участники записи
- Тони Айомми — гитара, синтезатор
- Оззи Осборн — вокал
- Гизер Батлер — бас-гитара
- Билл Уорд — ударные

## Кавер-версии
- группа Biohazard исполнила песню на трибьют-альбоме Nativity in Black
- группа Aurora Borealis исполнила песню на трибьют-альбоме Hell Rules: Tribute to Black Sabbath, Vol. 2.
- группа Deliverance исполнила песню на своём альбоме 1992 года What a Joke.
- группа Shelter исполнила песню на альбоме 1992 года Quest for Certainty.
- группа Frost Like Ashes исполнила песню на своём дебютном EP Pure As the Blood Covered Snow.
- группа Troglodyte Dawn с переписанным текстом под названием «Forever After» записала на своем дебютном альбоме 2003 года Troglodyte Dawn.
- христианская хэви-метал группа Stryper исполнила песню на своем десятом студийном альбоме Fallen.